# Sydægæiske Øer
Sydægæiske Øer (eller Syd-Ægæerhavet, græsk: Νότιο Αιγαίο, Nótio Egéo) er en af tretten periferier i Grækenland og udgør den sydlige del af Ægæerhavet. Den består af øgrupperne Dodekaneserne og Kykladerne. Hovedstaden er Ermoupoli på Syros, mens enkelte administrative opgaver bliver udført fra byen Rhodos på øen Rhodos, som er det økonomiske og sociale- og turistcenter i periferien.
Sydvest for periferien ligger Kreta, mens Tyrkiet ligger mod øst. Det græske fastland ligger i nordvest og i nord ligger Nord-Ægæerhavet.

## Administration
Den sydlige ægæiske region blev etableret ved den administrative reform i 1987. Med Kallikratis-planen i 2010 blev regionens politiske magt og autoritet omdefinert og udvidet. Sammen med de Nordøst-ægæiske Øer, blev tilsynet til den decentraliserede administration for Ægæerhavet placeret i Pireus, mens hovedstaden for regionen ligger i Ermoupoli på øen Syros.
Frem til Kallikratis-reformen bestod regionen af to præfekturer: Kykladerne med hovedstad i Ermoupoli og Dodekaneserne med hovedstad i Rhodos. Siden 1. januar 2011 er den inddelt i 13 regionale enheder, oprettet omkring de største øer:
- Andros
- Kalymnos
- Karpathos
- Kea-Kythnos (Kea, Kythnos, Makronisos)
- Kos
- Milos
- Mykonos
- Naxos
- Paros
- Rhodos
- Syros
- Thira (Santorini)
- Tinos

Siden 1. januar 2011 har regionens guvernør været Ioannis Machairidis. Han blev valgt i det græske lokalvalg i november 2010 for partiet Den panhellenske socialistiske bevægelse.